# Японски хин
Японски хин (на японски: 狆, или Японски чин и Японски шпаньол) е порода кучета от Япония с неизвестен произход. Някога това е била предпочитана порода от японското императорско семейство. От средата на XX век хинът е един от националните символи на Япония.
Кучетата от тази порода имат малки тела с квадратна пропорция, покрита с мека, права и дълга козина. Окраската е в бяло и черно, бяло и червено, или бяло, черно и жълто-кафяво. Виосочината е между 17 и 28 см, а масата – между 2 и 6 кг. Главата е голяма, с широка муцуна, раздалечени очи и клепнали, V-образни уши. Шията е къса и дебела, опашката – бухнала и завита високо.
Японският хин е очарователен, мил и приятелски настроен, силно привързан към стопанина си. Разбира се добре с големи и дисциплинирани деца и с други животни. Бързо усвоява нови номера, тъй като е интелигентен. Не е много активен и няма нужда от дълги разходки. Затова и се чувства добре в апартамент.
Средната му продължителност на живота е около 12/15 години. Предразположен е към проблеми с очите, сърцето и дихателната система.
Нужно е всеки месец да се режат ноктите на задните палци, защото те се забиват във възглавничките.
Характеристики: очарователно, привързано, приятелски настроено, не е много активно, супер мило.